# El Hachemi Abdenouz
El Hachemi Abdenouz, född 1 juli 1956, är en algerisk friidrottare. Han deltog vid olympiska sommarspelen 1980.